# DIC Eques coatings
DIC Eques Coatings was een lak- en lijmfabrikant, gevestigd in Oss. Het werd in 1949 opgericht als onderdeel van elektronica-bedrijf Philips. In 1999 werd de naam Philips Coatings gewijzigd in Eques Coatings na een managementbuy-out. Het bedrijf bleef zelfstandig tot 2005, waarna het gekocht werd door het Japanse chemische concern DaiNippon Ink & Chemical (DIC). Er werkten in 2008 ongeveer 60 mensen bij DIC Eques Coatings.
Toen het bedrijf overgenomen werd door DIC maakte het dus al deel uit van het Japanse concern maar sinds 1 april 2008  is de bedrijfsnaam officieel gewijzigd in DIC Eques Coatings.
In oktober 2009 besloot DIC de vestiging in Oss te sluiten. Een deel van de productie werd overgeplaatst naar een zusterbedrijf in Zaandam, de rest werd verkocht aan Schaepman Lakfabrieken te Zwollen en Kampen, waardoor DIC Eques Coatings effectief ophield te bestaan.
DIC Eques Coatings produceerde voornamelijk industriële coatings voor aan de elektronische industrie gerelateerde producten.